# Turpinia brachypetala
Turpinia brachypetala är en pimpernötsväxtart som först beskrevs av Schlechter, och fick sitt nu gällande namn av Van der Linden. Turpinia brachypetala ingår i släktet Turpinia och familjen pimpernötsväxter. Inga underarter finns listade i Catalogue of Life.